# Культура підчеплення
Культура підчеплення (англ. Hookup culture), культура випадкового сексу — це культура, яка заохочує випадкові сексуальні контакти, включаючи стосунки на одну ніч, але виключеє — емоційну близькість, стосунки чи вірність. Це, як правило, асоціюється із західною молодіжною сексуальністю, зокрема, коледжами США.
Серед факторів, які сприяють культурі підчеплення — сексуалізація підлітків та молодих дорослих у медіа, поширення порнографії, вживання наркотичних речовин, гендерні стереотипи та тиск однолітків. Геї, підлітки та юнацтво, чоловіки та жінки беруть участь у випадковому сексі з різних причин, від миттєвого фізичного задоволення до емоційних потреб і пошуку довгострокового романтичного партнерства. Поява смартфонів, мобільних застосунків і вебсайтів модернізувала культуру підчеплення, особливо серед геїв.
Підчеплення передбачає сексуальну близькість, яка за певних умов може бути сексуально звільняючим актом. З іншого боку вважається, що культура підчеплення є репресивною та монолітною, в якій інтимність виникає лише в певному контексті. Серед наслідків культури підчеплення — поширення ІПСШ, небажані та ранні вагітності, сексуальне насильство, психічні розлади та закріплення подвійних стандартів щодо чоловічої та жіночої сексуальності. Наслідки зазвичай є негативнішими для жінок.
Реакція медіа на культуру підчеплення оцінюєтся від науково підтверджених занепокоєнь до ярлика моральної паніки.

## Термін
Культура підчеплення визначається нечітко через різноманітність поглядів на цю тему стосовно людської сексуальності. Труднощі у визначенні терміна можуть призвести до різного сприйняття його поширеності.
Термін підчеплення неоднозначний і може означати поцілунок або будь-яку форму сексуальної активності між партнер(к)ами. Термін hookup широко використовується в США принаймні з 2000 року. Його також називають сексом без стосунків або сексом без побачень.
За Кетлін Богл, фраза «підчеплення» є «сленговим терміном», який вважається неофіційним і непередбачуваним через широку варіацію його значення. Багато інших сленгових термінів для стосунків використовувалися й досі використовуються, наприклад «дружба з привілеями» та «стосунки заради сексу». Інші терміни для повторюваних актів зв'язку включають «випадковий секс» або «розважальний секс», або визначаються як стосунки «без зобов'язань».
За словами Шеннон Т. Будрам, «підчеплення — це не що інше, як угода; це буріто сексу, яке можна використовувати в мікрохвильовій печі». Випадковий зв'язок має місце для миттєвого задоволення від сексу, задоволення, відчуття кохання, емоційного відчуття прихильності, думки про те, що зв'язок може перерости у щось менш випадкове, і з багатьох інших причин.
Визначення стосунків може відрізнятися залежно від особи чи вікової групи. Це може варіюватися від дій, які включають поцілунки, оральний секс, секс без проникнення або статевий акт. Термін «підчеплення», що означає акт випадкового сексу, відрізняється від культури підчеплення. 

## Історія
Зростання підчеплення як форми випадкового сексу було описане еволюційним біологом Джастіном Гарсіа та іншими як «культурна революція», яка почалася в 1920-х. Історики Д'Еміліо та Фрідман відносять початок випадкового сексу, включно зі стосунками в коледжах, до початку 1800-х, і пояснюють це явище історичними та культурними факторами. соціолог Ліза Вейд документує, що чоловіки білого братства ХІХ століття часто мали те, що можна було б назвати підчепленим сексом із повіями, бідними жінками та жінками, яких вони ґвалтували. У 1800-х гомосексуальні чоловіки також брали участь у зв'язках, зустрічаючись у тимчасових місцях, таких як причали та пансіони. З 1920-х відбувся перехід від епохи залицянь до культури підчеплення. Технологічні досягнення, такі як автомобільні та кінотеатри, вивели молоді пари з батьківського дому і з-під їхніх пильних очей, давши їм більше свободи та більше можливостей брати участь у випадкових сексуальних активностях.
Сексуальна революція 1960-х принесла послаблення сексуальної моралі, що дозволило відокремити секс від стосунків, а позашлюбний секс став більш соціально прийнятним.
Підтримка сексуальної свободи ставала все популярнішою, оскільки розвивалися нові ідеї та переконання щодо позитивних і негативних аспектів статевого акту. Стало більш широко визнаним, що секс не обов'язково завжди був призначений для відтворення, а радше фокусувався на фізичному задоволенні. На цей новий погляд вплинуло кілька факторів, зокрема, скасування цензурних законів 1930-х щодо відверто сексуального контенту в медіа, а також зростання доступності протизаплідних таблеток, презервативів та інших форм контрацепції. До 1960-х неодруженим жінкам зазвичай відмовляли в контрацепції, очікуючи від них утримання від сексу до шлюбу.
У 1960-х фемінізм другої хвилі вимагав для жінки повного контролю над її тілом. Феміністки також зазначали, що жінки повинні мати можливість «домагатися» чоловіків так само, як чоловіки традиційно домагалися жінок, і доклали зусиль, щоб змінити негативне ставлення до жінок, які вирішили мати секс до шлюбу. Проте сучасні дослідження культури підчеплення не показують, що мети сексуального звільнення жінок за допомогою культури випадкового сексу вдалося досягти.
Кетлін Богл писала, що зростання сприйняття випадкового сексу в 1960-х також можна пояснити різким зростанням кількості студенток у коледжах і університетах. Кількість жінок, які відвідували коледж у США у 1972 році, була втричі більшою, ніж у 1960 році. З більшою кількістю жінок у студентських містечках порівняно з чоловіками, жінки мусили пристосуватися до сексуальних сценаріїв, окреслених чоловіками, які базуються більше на незаангажованому сексі, а не на розвитку стосунків.
Деякі вчені, зокрема Гарсіа та Фрейтас, виявили, що побачення, хоча й не зникли, але зменшилися, оскільки частота випадкових зв'язків зросла. До середини 1990-х Фрейтас виявив, що стосунки є загальноприйнятою формою взаємодії серед сексуально активних дорослих, особливо тих, хто живе в університетських містечках.
За оглядом Гарсіа, це «безпрецедентний час в історії людської сексуальності». Люди одружуються та створюють сім'ї у пізнішому віці, ніж попередні покоління, але стають статевозрілими раніше. У результаті Гарсіа та інші вчені зазначають, що юнацтво, фізіологічно здатне до розмноження, але психологічно й соціально не готове «влаштуватися» та створювати сім'ю.
Систематичний огляд літератури Гарсіа показує, що ці зрушення в розвитку є одним із факторів, що сприяють збільшенню випадкових зв'язків, «популярній культурній зміні, яка проникла в життя молодих дорослих у всьому західному світі». Огляд показує, що випадкові зв'язки стають усе більш нормативними серед молоді та підлітків у Північній Америці та вкоренилися в усьому західному світі, що є помітною зміною в тому, як випадковий секс сприймається та приймається.
Гарсіа та інші відзначили, що «останнє десятиліття стало свідком вибуху інтересу до теми підчеплення, як у науковій сфері, так і в популярних медіа. Дослідження підчеплення не поміщені в окрему дисциплінарну сферу; вони знаходяться на перехресті теоретичних і емпіричні ідей, отриманих з різноманітних галузей, включаючи психологію, антропологію, соціологію, біологію, медицину та охорону здоров'я».
Дослідження показують, що COVID-19 вплинув на культуру підчеплення та стосунків загалом, знизивши поширеність випадкового сексу.

## Причини
Є багато ідей щодо того, чому молоді дорослі залучені до культури підчеплення, наприклад, що вони відчувають, що мусять робити це, щоб увійти в цю культуру.

### Сексуалізація медіа та порнографія
На стереотипи та різні сексуальні сценарії чоловіків і жінок у зв'язках також сильно вплинули різні медіа, такі як кіно, телебачення та порнографія. У медіа жінок часто зображують як «сексуальні об'єкти», а чоловіків – тими, хто їх об'єктивує.
Концепція теорії культивації передбачає, що «медіа впливають на людей опосередковано». Вчені припускають, що зображення сексуальної активності різних вікових груп у медіа не відповідає дійсності: сучасні медіа заполонені зображеннями сексуально активних людей переважно молодого та підліткового віку. Людина, яка використовує різноманітні медіа, проявлятиме наслідки такого впливу, коли стикається зі підчепленнями чи випадками сексуального характеру.
Американська академія педіатрії стверджує, що репрезентація медіа сексуальності може впливати на сексуальну поведінку підлітків, ця точка зору підтверджується рядом досліджень. Ряд досліджень показують, що підлітки, які дивляться фільми з більшим вмістом сексуального характеру, як правило, стають сексуально активними в більш ранньому віці та вдаються до більш ризикованої сексуальної поведінки. Ідея полягає в тому, що медіа можуть служити «супер однолітками» для молоді, яка потім прагне розвинути сексуальну ідентичність, яка відповідає популярним образам. З іншого боку, консерватори, які виступають проти культури підчеплення, викликали суперечки та зазнали критики.
Кабельне телебачення наповнене реаліті-шоу, які зображують вечірки та прославлені підчеплення, одним із найвідоміших шоу є «Джерсі Шор» на MTV. Дослідження показали, що близько 35 % сексуальної поведінки на кабельному телебаченні пов'язано з людьми, «які не перебувають у встановлених стосунках». На телебаченні сексуальна моногамія відрізняється за статтю, показуючи, як чоловіки відходять від зобов'язань, а жінки їх бажають. Це також свідчить про те, що маскулінність дорівнює статі, і, можливо, змушує глядачів-чоловіків більш сприймати культуру підчеплення.
Оскільки вартість персональних комп'ютерів впала, а доступ до Інтернету зріс, Гелдман і Вейд разом з іншими стверджують, що інтернет-порнографія «з'явилася як головний вплив на ставлення молодих людей, особливо чоловіків, до сексу та власної сексуальності». Гелдман і Вейд вважають, що збільшення доступу до порнографії через Інтернет є тим, що «підштовхнуло» культуру випадкового сексу, частково через те, що кинули виклик ідеї, що «хороший секс» має місце в моногамних стосунках. Американська феміністка , дослідниця порнографії Гейл Дайнс наголошує, що порнографія є «культурною силою, яка формує сексуальне ставлення цілого покоління» та «сьогодні є основною формою сексу для хлопчиків».

### Наркотики та алкоголь
Дослідження виявляють тісні зв'язки між культурою підчеплення та вживанням психоактивних речовин. Більшість студентства зазначає, що їхні випадкові контакти відбулися після вживання алкоголю. Фрієтас заявила, що в її дослідженні «неможливо не помітити зв'язок між вживанням алкоголю та вечіркою, а також між алкоголем і культурою спілкування». За словами Кіммела, зв'язки «майже завжди» відбуваються, коли хоча б один учасник п'яний. У середньому чоловіки випивають 5 напоїв, коли спілкуються, а жінки — 3. Студенти, які повідомили про вживання марихуани або кокаїну в минулому році, також частіше, ніж їхні однолітки, в цей період підчеплювали.
Приблизно третина студентства, які повідомили про вагінальний, анальний або оральний секс під час підчеплення, повідомили, що були в сильному стані алкогольного сп'яніння, а інша третина повідомила, що вони були в легкому стані алкогольного сп'яніння. Алкоголь може діяти як стереотип щодо сексуальної доступності, як розгальмовувач, а також як раціоналізація або виправдання поведінки, неприпустимої сексуальної активності, передчасної еякуляції та інших сексуальних дисфункцій. Це також «рідка хоробрість», яка дозволяє людям досягти сексуального прогресу.
Дослідження показують, що ступінь алкогольного сп'яніння прямо корелює з рівнем ризикованої поведінки. В одному дослідженні 33 % тих, хто підчеплювали, вказали, що це було «ненавмисно» і, ймовірно, через вплив алкоголю чи інших наркотиків. Під час опитування студентства першого курсу жінки сказали, що 64 % їхніх контактів відбувалися після вживання алкоголю. Ці результати були подібні до іншого дослідження, яке виявило, що 61 % усіх студентів повідомили, що вживали алкоголь перед останнім контактом.
Дослідження загалом показали, що більше вживання алкоголю пов'язане з більшою сексуальною активністю під час контакту. Студент(к)и, які повідомили, що вживають найменшу кількість алкоголю, також найменш схильні до підчеплення. На іншому кінці спектру найбільше споживання алкоголю було пов'язане з проникаючим сексом, а менше споживання алкоголю з непроникаючим сексом. Серед тих, хто брали участь у контактах, які включали вагінальний, анальний або оральний секс, 35 % перебували в сильному стані алкогольного сп'яніння, 27 % були в стані легкого сп'яніння, 27 % були тверезими і 9 % були в стані сильного сп'яніння.

### Культура однолітків
Студент(к)и коледжу засновують свої сексуальні ідеї та сексуальні дії в культурі однолітків, де порівнюють і розрізняють сексуальні ситуації у власному житті одне з одним, щоб створити основу для поточної культури підчеплення. Кетлін Богл описує культуру однолітків в університетах як «сексуальну арену». Студенти коледжу в університетських містечках створюють і досліджують власні сексуальні істоти в житті, посилаючись на інтимність інших людей, яка, як правило, представляється публічно.
Ця культура однолітків не зарезервована для студентів коледжу, але вона може почати розвиватися приблизно в той час, коли починається статеве дозрівання в середній школі для обох статей у віці від одинадцяти до чотирнадцяти років. Загалом, статеве дозрівання — це час, коли сексуальність і самосвідомість стають головним центром для людей, щоб сформулювати цей аспект своєї ідентичності. У коледжі для більшості студентів батьківський аспект зменшується, що залишає їм відчуття високого ступеня свободи по-справжньому досліджувати та розширювати всю свою особисту ідентичність, сильно включаючи сексуальну ідентичність у цю «сексуальну сферу».
За словами Богл, у кампусах, де вона навчалася, була загальна тенденція сильно цікавитися приватним життям кожного іншого студента. Ця обізнаність про все, що відбувається в житті інших студентів, зробила сцену коледжу відкритими дверима для вивчення стосунків і сексуальної близькості інших. Коледж є дуже публічним середовищем, і будь-який вид сексуальної активності чи публічного прояву прихильності на вечірках чи в кампусі стає відкритим для інших. Глядачі цієї діяльності обробляють, інтерпретують і формують припущення щодо того, що спостерігали. Такі типи сексуальної активності чи публічні прояви прихильності можуть бути такими ж безглуздими, як романтичні розмови двох осіб у великому кампусі, або можуть бути такими ж екстремальними, як двоє людей, які разом заходять у спальню на вечірці.
Культура однолітків еволюціонувала та посилювалася завдяки доступу до швидкого спілкування, наприклад текстових повідомлень на смартфонах і численних соцмереж. Більшість із додатків у соцмережах — це профілі особистих даних, публічна утилізація думок і віртуальні фотоальбоми себе, в яких інші знаходяться за один клік від кібераналізу того, як людина демонструє себе фізично, сексуально, психологічно, емоційно та ментально в Інтернеті. Богл стверджує, що знання про особисте життя інших — це не просто мета пліток, а спосіб спостерігати, аналізувати та піддаватися впливу сексуальних дій інших виключно з метою власних дій. Культура однолітків — це культура, в якій норми спливають на поверхню, оскільки люди починають поводитися так само, як їхні однолітки, що створює типовий і загальний стиль самовиправдання.

### Стилі прихильності
Передумовою теорії прихильності Джона Боулбі є «опис поведінки, яку люди використовують, щоб ставитися одне до одного». Теорія припускає, що люди розвивають стиль прихильності в дитинстві, а потім переносять його в доросле життя, де це може вплинути на їх стосунки. Дослідниця Мері Ейнсворт визначила різні стилі прихильності та припустила, що вони можуть впливати на стосунки та сексуальну поведінку людини. В одному аналізі ці стилі прихильності були застосовані, щоб пояснити сексуальну поведінку геїв-чоловіків. Наприклад, геї з тривожно-амбівалентним стилем прив'язаності (дискомфорт через «близькі емоційні стосунки, але відчайдушне намагання шукати заспокоєння в іншої людини») можуть більш неохоче використовувати презервативи під час проникаючого сексу, оскільки вони вірять, що це змусить їх почуватися більш бажаними партнером. У той же час, гей зі стилем тривожного уникнення прихильності (який не любить зближуватися з іншими), швидше за все, намагатиметься залишатися відірваним від партнера через страх стати занадто близьким або інтимним.

### Вплив сайтів і додатків для знайомств

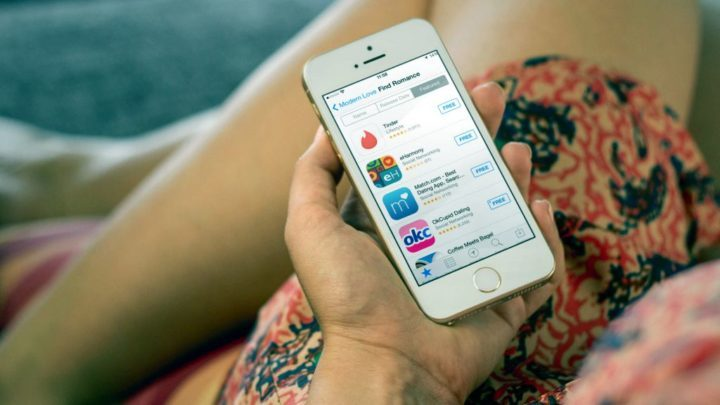
Мобільні застосунки стали дуже популярними у зв'язку з онлайн-знайомствами, але й способом вступати в підчеплення

Перспективним напрямком дослідження є вивчення впливу сайтів знайомств і мобільних додатків для знайомств на культуру підчеплення. Дослідниця Кері Ноланд припускає, що поява можливості знаходити знайомства або побачення через Інтернет зробила розмови про секс простішими через можливість "пропустити світську бесіду" і не турбуватися про звичайні "бар'єри" збереження обличчя при спілкуванні з кимось в Інтернеті. Додаткове дослідження проаналізувало моделі підключення, щоб побачити, як розробники мобільних додатків задовольняють своїх потенційних користувачів та користувачок. Наприклад, творці Grindr скористалися збільшенням сексуальних потягів серед чоловіків-геїв, щоб заснувати свій додаток на обізнаності про місцезнаходження. Це проклало шлях для програм, у яких користувачі можуть знаходити зв'язки та зустрічатися з людьми, які часто знаходяться прямо за рогом.

## Різниця між чоловіками та жінками
У підчепленні беруть участь як чоловіки, так і жінки, але чоловіки та жінки часто обирають випадковий секс з різних причин, розуміють його по-різному та переживають відмінні насилідки (більш негативні для жінок). Припускається, що чоловіки та жінки мають різні сексуальні сценарії, способи, якими культурні впливи можуть впливати на сексуальну поведінку.
Такі дослідниці, як Кетлін Богл і Донна Фрейтас, опитали чоловіків і жінок, як окремо, так і разом, щоб краще зрозуміти культуру підчеплення в університетських містечках США. Їхні дослідження були зосереджені на тому, як зростаюча культура підчеплення сформувала траєкторію побачень і встановлення стосунків, а також вони мали на меті отримати краще розуміння різниці в сексуальних сценаріях чоловіків та жінок. Вони також використали ці дані, щоб допомогти далі пояснити, які конкретні дії та поведінка є підчепленням.
Часто здається, що чоловіки та жінки не «на одній хвилі». Багато студентів-чоловіків вважали, що жінки інвестували себе або мали прихований мотив для участі в ситуації, подібної до випадкового сексу. Наприклад, коли студента запитали, чи відчуває він, що жінки шукають різні компоненти в стосунках, його відповідь полягала в тому, що більшість жінок, як правило, не схиляються до речі «одне і готове»[уточнити].

### Відмінна мотивація
Чоловіки та жінки обирають участь у випадковому сексі з різних причин. Чоловіки займаються ним, щоб збільшити сексуальний досвід і підкріпити свою маскулінність. Жінки, як правило, беруть участь у випадковому сексі з надією, що це стане довгостроковими стосунками, та щоб задовольнити свого партнера.
Сучасний сексуальний ринок створює враження, нібито жінки мають владу у сексі, але більшість жінок повідомляють, що займаються випадковим сексом, щоб задовольнити своїх партнерів і збільшити ймовірність того, що це перетвориться на довгострокові моногамні стосунки, в яких чоловіки використовують випадковий секс, щоб збільшити свої сексуальний досвід і досліджувати себе, перш ніж будуть пов'язані шлюбом.
Деякі дівчата також повідомили, що основною причиною їх залучення до випадкового сексу є їхня думка, що це те, чого хочуть хлопці. Відчуття бажаності конкретним хлопцем є їхнім мотивом, а випадковий секс — метод, яким вони сподіваються отримати цю увагу. Однак багато хлопців і дівчат повідомили, що сплять з випадковими людьми, щоб знайти когось, з ким вони могли б почати щось серйозне. Дослідження Університету Луїсвілля Оуена і Фінчама опитало 500 студентів бакалаврату, залучених до культури підчеплення, як вони ставляться до зобов'язань. Близько 45 % чоловіків і 65 % жінок заявили, що хочуть, щоб їхні підчеплення закінчилися серйозними стосунками.

### Розуміння підчеплення
Чоловіки більш комфортно, ніж жінки, сприймають усі обговорювані види сексуальної поведінки.
У дослідженні Данієль М. Керріє виявлено, що фраза «підчеплення» передає різні значення залежно від того, чоловік чи жінка вживають її під час опису своїх сексуальних контактів; крім того, чоловіки використовують слово «підчеплення», щоб підкреслити свою маскулінність і гетеросексуальність, а жінки використовують її, щоб зберегти свою фемініність, будучи стратегічно неоднозначним, щоб применшити свої сексуальні бажання.

### Характер підчеплення
Дженніфер Обрі та Шівон Сміт виявили, що між статями існують відмінності, коли мова заходить про поведінку та частоту випадкових сексуальних зв'язків. З ряду причин сексуальний сценарій жінки більше зосереджений на пошуку певного типу зобов'язань або стосунків. Зокрема, жінки шукають стосунків, щоб «захистити свою репутацію» в коледжі, тоді як чоловіки мають більше сексуальної свободи, не боячись докорів.

### Подвійні стандарти та соціальна стигма
Суспільство кардинально по-різному оцінює сексуальну поведінку чоловіків і жінок. Для чоловіків секс характеризується як «центральний елемент чоловічої ідентичності», і дослідження показують, що чоловіки, як правило, «віддають перевагу сексу без стосунків». Жінок при цьому розглядають як «сексуальні об'єкти» і зазвичай «сексуально пасивних порівняно з чоловіками».
Суспільство зазвичай захоплюється або прославляє чоловіків, які часто вступають у випадковий секс, але жінок ретельно перевіряють або карають за ідентичну поведінку.
Дженніфер Обрі та Шівон Сміт підтвердили, що жінки все ще стикаються з соціальною стигмою: їхній соціальний статус знижується з більшою кількістю сексуальних партнерів, тоді як соціальний статус чоловіків завдяки випадковому сексу підвищується.
Жінки ризикують бути названими «повіями» або звинуваченими в «неперебірливості», оскільки суспільство історично стигматизувало вільну сексуальність неприйнятною для жінок. Чоловіки не дотримуються однакових стандартів, особливо в середній школі та коледжі. Чоловіки, які мають регулярне сексуальне життя, розглядаються як успішні особи, які є «гравцями». Чоловікам рідко докоряють за їхню сексуальну поведінку, якщо тільки вони не практикують утримання, і в цьому випадку їхні однолітки можуть сказати, що вони «не можуть отримати нічого».
Дослідниця Донна Фрейтас досліджує чоловічий сексуальний сценарій. Під час бесід та інтерв'ю в університетських містечках вона описує, що чоловіки висловлювали потребу «підходити» до інших чоловіків, щоб досягти успіху. Чоловіки стверджують, що вступають у контакти більше через очікування однолітків, а не заради задоволення власних бажань. Чоловіки також кажуть, що вони не можуть виражати несхвалення культури стосунків так само, як жінки, не стикаючись з критикою однолітків. Підводячи підсумок, жінки стикаються з ризиками у культурі підчеплення, але за Фрейтас, чоловіки теж «ризикують отримати репутацію».
Однак суспільний тиск підпорядковує собі і чоловіків, і жінок в університетських містечках. Плюралістичне невігластво спонукає людей поводитися за переконаннями, які вони приписують своїй групі, хоча вони зазвичай хибні, незалежно від переконань людини. Дослідження в університетському містечку показало, що чоловіки та жінки переоцінюють комфорт однолітків своєї статі щодо стосунків і діють відповідно до свого сприйняття того, як почуваються їхні однолітки, а не власного рівня комфорту. Плюралістичне невігластво підтверджується результатами того, що жінки відчували помірний дискомфорт під час випадкового статевого акту, але 32 % все одно повідомили про участь, і всі жінки оцінили комфорт своїх одноліток вище, ніж власний. Вчені стверджують, що обидва призводять до негативних наслідків, таких як сексуальне насильство, особливо проти жінок.

### Різні психологічні наслідки
Крім таких наслідків для жінок, як ризики ІПСШ та небажаної вагітності, ряд досліджень вказують, що і негативні переживання після випадкового сексу обумовлені статтю: жінки, як правило, шкодують про контакт набагато більше, ніж чоловіки. За одним дослідженням 832 студентів коледжу, 26 % жінок і 50 % чоловіків повідомили про позитивні емоційні реакції після зв'язку, а 49 % жінок і 26 % чоловіків повідомили про негативну реакцію після підчеплення. Згідно з одним дослідженням, існує принаймні 4 пояснення того, чому жінки можуть шкодувати про зв'язки більше, ніж чоловіки. Вони можуть по-різному ставитися до контактів, стосунків і сексу; можуть бути відмінності в сексуальній ініціації та свободі волі в рамках зв'язків; можуть бути відмінності в частоті оргазму під час підчеплення; і може впливати нерівність в оргазмах під час зв'язків. Інші дослідження, такі як Врангалова та Онг, не виявили різниці за статтю.
Жаль про підчеплення може бути пов'язаний з негативними емоційними наслідками, особливо у жінок. Згідно зі статтею Стівена Е. Роадса, Лаури Веббер та ін., «що більше партнерів жінки мають протягом життя, то більша ймовірність того, що вони впадуть у депресію, плачуть майже щодня та повідомлятимуть про відносно низьку задоволеність своїм життям». У книзі «Дошлюбний секс в Америці: як молоді американці знайомляться, одружуються і думають про одруження» Марк Регнерус і Джеремі Юкер повідомляють, що наявність більшої кількості сексуальних партнерів пов'язана з «гіршим емоційним станом у жінок, але не у чоловіків».
Студентки, які повідомили Фрейтас, що були глибоко засмучені підчепленням, заявили, що ці зустрічі викликали у них відчуття, серед іншого, що вони використані, нещасні, огидні та обдурені. Експерти вважають, що для того, щоб не стати жертвою, «першим кроком є усвідомлення небезпеки, притаманної підходу до безкоштовних і легких зв'язків до побачень і сексу». В одному якісному дослідженні лише 2 % відчули себе бажаними після підчеплення. Більше третини, з іншого боку, відчували жаль або розчарування, а інші повідомили, що також відчували нервозність або дискомфорт.
Дослідження психолога Сета Шварца показало, що люди з багатьма випадковими зв'язками мали більше психологічних проблем. Наприклад, студенти коледжу, які брали участь у випадковому сексі, мали вищий рівень депресії та тривоги та нижчий рівень самооцінки, щастя та задоволеності життям порівняно зі студентами, які не брали протягом останніх 30 днів. Дослідження біля 400 молодих людей, які відчували самотність і депресію, і дорослих з меншою самотністю та депресією, які були залучені до статевого акту виявило, який емоційний вплив справляє участь у статевому акті: проникливі сексуальні зв'язки дають людям із сильнішими депресією та самотністю змогу зменшити ці симптоми. Люди з меншими симптомами самотності та депресії мали посилення цих почуттів після проникаючого сексу. Це змушує людей відчувати депресію і дискомфорт.
Дослідження Райбера і Гарсіа в 2010 показало, що багато людей, які вступають у сексуальні стосунки, почуваються незручно. 78 % людей, які перебувають у стосунках, переоцінюють те, наскільки комфортно їхній партнер робить певні речі під час сексу. Дослідження Пола та ін. показало, що випадкові зв'язки викликають почуття тиску та занепокоєння.

### Вигоди для жінок
Донедавна вчені, які досліджували зростання культури підчеплення, зазвичай припускали, що рушійною її силою є чоловіки, а жінки — неохочі учасниці, більше зацікавлені в романтиці, ніж у випадковому сексі. Однак існують докази, що молоді жінки також сприяють культурі підчеплення.
соціолог Вейд обговорює кілька вчених, які не погоджуються з тим, що сучасні студенти бажають довготривалих моногамних стосунків. Вона цитує Елізабет Армстронг і Лауру Гамільтон, Ганну Розін та Кейт Тейлор, які стверджують, що культура підчеплення корисна для жінок, оскільки дає їм можливість зосередитися на навчанні та професійному розвитку заради кар'єри, а не пошуку довгострокового партнера або шлюбу.

## Гей-спільнота
Дослідження прийшли до висновку, що чоловіки-геї брали участь у випадкових сексуальних стосунках частіше, ніж люди «у всіх групах порівняння статей, статі та сексуальної орієнтації». Загалом вважається, що культура підчеплення є найпоширенішою серед гей-спільноти. Більшість людей вважають, що чоловіки-геї найімовірніше вступають у випадковий секс на регулярній основі.
Крім того, негативне ставлення суспільства до гомосексуальності разом із відсутністю «регулювання» у гей-стосунках може пояснити вищий рівень випадкових сексуальних контактів серед геїв. Певне сприйняття геїв, як-от упередження та гомофобія, негативно вплинуло на загальне психічне здоров'я геїв, і вони часто були змушені досліджувати свої сексуальні потреби та бажання в стриманий спосіб.
Новітніші технології, такі як вебсайти знайомств і мобільні застосунки, також сприяли поточним тенденціям до зв'язків, які спостерігаються серед чоловіків-геїв. Такі програми, як Grindr, ще більше вдосконалили сексуальні сценарії гомосексуальних чоловіків. Крім додатків, таких як Taimi, Her і Zoe, вдосконалили сексуальні сценарії для гомосексуальних жінок. Інші програми, такі як Tinder, Hinge або Bumble, були створені за подібним сценарієм для гетеросексуальних людей. Тим не менш, оскільки випадкові зв'язки та анонімні сексуальні контакти класифікуються як більш помітні серед гомосексуалів, такі програми, як Tinder і Bumble, все ще зберігають ширший фокус на більш довгострокових цілях, таких як побачення чи стосунки, особливо в порівнянні з такими програмами, як Grindr.
Застосунки для смартфонів на основі визначення місцезнаходження, також відомі як програми для знайомств, все частіше використовуються для пошуку потенційних підчеплень. Чоловіки, які практикують секс з чоловіками, щоб знайти партнерів зазвичай використовують мобільні додатки для знайомств, розроблені для ринку геїв, такі як Grindr, Jack'd і SCRUFF. В одному дослідженні було зазначено, що активне використання геями мобільних додатків для випадкового сексу підірвало суспільне життя геїв, особливо тих геїв, які перебувають на периферії міст з точки зору соціального класу та віку. Додатки для спілкування, призначені для гетеросексуальних людей, з'явилися після орієнтованого на геїв Grindr: Tinder, наприклад, був представлений у 2013 році. Існують і програми знайомств для лесбійок, але їх критикують за те, що вони є лише копіями успішних додатків для геїв. Daatch описується як одна з небагатьох успішних програм для спілкування, створених для лесбійок.

## Підлітки
Деякі опитування в Північній Америці, опубліковані в середині 2000-х, показали, що понад 60 % або 70 % сексуально активних підлітків повідомили, що протягом останнього року мали секс без зобов'язань. Це частіше зустрічається серед хлопців, ніж серед дівчат. Серед підлітків із сексуальним досвідом 28 % хлопців і 16 % дівчат повідомили, що втратили цноту з кимось, кого вони щойно зустріли, або з другом, який не був партнером для побачень.
Чоловіки частіше, ніж жінки, матимуть кількох партнерів одночасно та спілкуватимуться з кимось, з ким вони не зустрічаються. Для обох статей зв'язки частіше відбуваються з колишнім хлопцем, колишньою дівчиною чи другом, ніж зі знайомими. Більшість підлітків (68 %), які сплять з другом або колишнім, спатимуть з ними знову.
Близько половини всіх контактів між підлітками були одноразовими, і це однаково для обох статей. Лише 6 % підлітків займалися сексом з людиною, з якою щойно познайомилися, і ці зустрічі є одноразовими у 75 % випадків. Загалом 25 % тих, хто мали сексуальний досвід із партнером по побаченню, також спали з кимось, з ким вони не зустрічалися. Крім того, 40 % тих, хто спали з кимось, з ким не зустрічалися, також спали з партнером за останні 12 місяців.
Дослідження показали, що більшість старшокласниць більше зацікавлені у стосунках, ніж старшокласники, яких цікавить здебільшого секс. Молоді жінки, як правило, чесні щодо своїх сексуальних контактів і досвіду, а молоді чоловіки частіше брешуть про свої. Інше дослідження показує, що коли людина вперше займається сексом, це стає меншою проблемою для майбутніх стосунків чи знайомств. Під час дослідження було виявлено, що дівчат у старших класах не так сильно, як хлопців, турбує питання сексу в стосунках. Однак, навпаки, дівчата будуть займатися сексом зі своїм партнером, щоб відповідати йому.
Для деяких підлітків секс і стосунки були роз'єднані.
| Вік   | 1988—1996 роки | 2004—2012 роки |
| 0     | 10 %           | 15 %           |
| 1     | 23 %           | 23 %           |
| 2     | 16 %           | 13 %           |
| 3–5   | 23 %           | 24 %           |
| 6–12  | 20 %           | 17 %           |
| 13–20 | 5 %            | 5 %            |
| ≥21   | 4 %            | 3 %            |

## Коледжі
Історичні дослідження підтверджують, що білі студенти коледжу мають довгу історію залучення до сексу. Журнали та листи 1800-х показують, що заможні молоді білі студенти коледжу мали випадковий секс із повіями, бідними жінками та рабинями-афроамериканками.
Сьогодні, згідно з одним дослідженням, понад 90 % студентів американських коледжів кажуть, що їхній кампус характеризується культурою підчеплення, а студенти вважають, що близько 85 % їхніх однокласників підчеплювалися. Було проведено кілька досліджень, які показали, що чоловіки, які стають дорослими, мають більшу кількість випадкових сексуальних партнерок(-ів) і будуть брати участь у більш випадкових сексуальних стосунках, на відміну від жінок. Також здається, що стосунки замінили значну частину культури побачень у багатьох університетських містечках США, хоча визначення стосунків між чоловіками та жінками відрізняються. Дослідження показують, що більшість студентів (за останніми даними від 60 % до 80 %) дійсно мають досвід випадкового сексу. З тих студентів, які підчеплювалися, від 30 % до 50 % повідомляють, що їхні стосунки включали статевий акт. У США кількість жінок, які вступають до коледжів, перевищує кількість чоловіків у 4-3 рази, що спонукає деяких вчених стверджувати, що гендерний дисбаланс сприяє розвитку культури підчеплення, оскільки чоловіки, як меншість і лімітуючий фактор, мають більшу владу на сексуальному ринку та використовують її, віддаючи перевагу випадковому сексу над тривалими стосунками.
Проте більшість студентів переоцінюють кількість контактів, у яких беруть участь їхні однолітки. Лише 20 % студентів регулярно підчелюються. Приблизно половина студентів час від часу підчеплюється, а третина студентів не підчеплюється взагалі. Середня кількість зв'язків між випускниками коледжу становить 7, а середній студент коледжу знаходить двох нових сексуальних партнерів протягом своєї кар'єри в коледжі. Половина всіх підчеплень — це повторення, а 25 % студентів закінчать коледж незайманими. Афроамериканські студентки рідше займаються сексом, ніж білі студентки.
Одне дослідження показало, що найсильнішим провісником випадкового сексу є попередній сексуальний досвід. Ті, хто брали участь у підчепленнях, пов'язаних із проникаючим сексом, мають на 600 % більшу ймовірність знову підчеплюватися протягом того ж семестру.
Субкультура може впливати на гендерні ролі та сексуальність, а молодіжні субкультури особливо чутливі до тиску однолітків. Самооцінка також є показником: чоловіки з високою самооцінкою та жінки з низькою самооцінкою частіше матимуть кількох сексуальних партнерів, але контакти менш імовірні для обох статей, якщо вони мають високу самооцінку. Більшість провісників у чоловіків і жінок рідко відрізняються.
Одна третина геїв і бісексуальних людей у коледжі зустрічала анонімного сексуального партнера в громадському місці, наприклад у парку, книжковому магазині чи туалеті. Інші місця, такі як громадські місця для круїзингу, Інтернет-мережі та лазні, популярні серед геїв, але не для лесбійок чи гетеросексуальних людей.
Тенденція до одруження пізніше може бути тим, що підживлює випадковий секс у студентських містечках. У коледжах студенти часто мають секс на вечірках, у гуртожитках і будинках братств та сестринств, у навколишніх барах і клубах, а також у популярних місцях для студентських канікул. Наприклад, дослідження канадських студентів коледжу, які планували здружитися під час весняних канікул, показало, що 61 % чоловіків і 34 % жінок займалися сексом протягом дня після зустрічі зі своїм партнером.
Інше дослідження базувалося на опитуванні понад 18 000 студентів коледжу віком від 18 до 25 років. Запитувалось, наприклад, скільки сексуальних партнерів вони мали після закінчення середньої школи, скільки сексуальних партнерів на рік і скільки разів на тиждень вони займаються сексом. Повідомлялося, що трохи більше 59 % студентів коледжу займаються сексом раз на тиждень. Трохи більше 31 % повідомили, що мають принаймні одного сексуального партнера на рік, і близько 50 % сказали, що вони мали більше двох сексуальних партнерів з 18 років. Сприйняття «хлопців із братства» стереотипно виглядає як типовий чоловік, який домагається лише сексуальних стосунків із жінками. Багато студенток коледжу пояснювали, як «хлопець із братства» ідеально втілює образ чоловіка, схильного до сексу.

### Стосунки
Підчеплення зазвичай означає секс; однак багато інших вказали, що, говорячи про підчеплення, вони мають на увазі щось менше, ніж статевий акт. У культурі підчеплення молоді люди часто мають невеликий досвід знайомств і встановлення романтичних стосунків. Підчеплення — це засіб для випадкових сексуальних контактів, але також засіб для початку стосунків. Студенти часто вважають, що підчеплення є єдиним виходом і що їхні однолітки не ходять на побачення, що стає самореалізованим пророцтвом, оскільки менше студентів зустрічаються, оскільки вони вважають, що їхні однокласники не вірять у побачення. Дослідження Фрейтаса виявило, що студенти в цих кампусах загалом вважають, що рішення про стосунки чи ні не під їх контролем і що «культура підчеплення диктувала їм, що не буде ніяких побачень і що вони просто повинні терпіти цю реальність».
Кіммел вважає, що в той час як сексуальна розбещеність колись існувала в університетських містечках поряд з більш традиційними формами побачень, підчеплення зараз є «альфою і омегою молодих романів». Вейд, з іншого боку, каже, що студенти коледжу просто беруть участь у іншій формі залицяння, яка часто призводить до моногамних стосунків. Цю точку зору підтримують Армстронг, Гамільтон та Інгленд, які стверджують, що студенти коледжу не відмовилися від побачень. Деякі студенти стверджують, що підчеплення краще відповідають їхнім напруженим особистим і професійним графікам, ніж традиційні побачення, і тому є звільнюючими. Фрейтас заперечує, що життя в культурі підчеплення зовсім не звільняє, якщо студенти хочуть ходити на побачення.
Фрейтас висловив думку, що «підчеплення — це сексуальний акт, який перешкоджає значенню, меті та стосункам». Однак більшість студентів хочуть мати романтичні стосунки. Одне дослідження показало, що 63 % чоловіків студентського віку та 83 % жінок студентського віку віддадуть перевагу традиційним романтичним стосункам на їх поточному етапі життя, ніж випадковому сексу. Крім того, 95 % жінок і 77 % чоловіків кажуть, що вони віддають перевагу побаченням, ніж стосункам. «Без винятку, — каже сексуальний консультант Ян Кернер, — [студенти] обговорюють довгострокові моногамні стосунки як бажану кінцеву мету». Тоді як більше половини студентства обох статей каже, що вони хотіли б, щоб контакт переріс в романтичні стосунки, лише 6,5 % (4,4 % чоловіків і 8,2 % жінок) очікують цього.. 51 % жінок і 42 % чоловіків намагалися обговорити можливість зав'язати романтичні стосунки зі своїм партнером.
Більше половини стосунків у коледжі починаються з підчеплення. Коли стосунки народжуються внаслідок підчеплення, зазвичай це відбувається після кількамісячної серії сексуальних стосунків.  Відносини, які починаються в коледжах як підчеплення або як «дружба з привілеями», приносять нижчий рівень задоволення.

## Старші люди
Багато людей після коледжів припиняють випадкові зв'язки, віддаючи перевагу побаченням або іншим сексуальним домовленостям. Інші, у тому числі Майкл Кіммел, доводять, що «культура підчеплення може тривати роками» після закінчення коледжу, «до тридцяти і навіть сорока років».
Дослідження життєвого циклу показують, що в міру того, як люди дорослішають і ідентифікують себе як дорослі, вони рідше вступають у випадкові сексуальні зв'язки. Проте соціологія визнає, що існує мало наукових досліджень сексуального життя людей похилого віку, тому неможливо зробити остаточні висновки.

## Наслідки культури підчеплення
Більшість людей вирішують брати участь у підчепленнях, щоб відчути фізичну близькість і сексуальне задоволення, але така поведінка може призвести до різноманітних негативних результатів. Наслідки можуть варіюватися від «емоційних і психологічних травм, сексуального насильства, інфекцій, що передаються статевим шляхом (ІПСШ), небажаної вагітності» до довготривалих впливів на побудову майбутніх стосунків та особистість. При цьому побоювання бебі-бумерів щодо культури підчеплення були названі «моральною панікою».

### ІПСШ та небажана вагітність
Попри відомі потенційні наслідки, багато зі студентства коледжів або не знають, або не турбуються про них. За опитуванням, спрямованим на те, як студентство сприймає ризик зараження ІПСШ, лише половина з 71 особи повідомила про занепокоєння щодо зараження ІПСШ під час статевого акту. Подальший аналіз опитування виявив, що багато студентів стверджували, що надто довіряють своїм сексуальним партнерам і громадам і що вони були дезінформовані про сексуальні ризики в цілому. Дослідження показують, що часте вживання наркотиків або алкоголю також може призвести до зниження сприйняття цих ризиків для здоров'я.

### Психологічні наслідки та психічні розлади
Участь у підчепленнях також може мати негативний вплив на психічне здоров'я, включаючи відчуття тривоги чи дискомфорту. Майже 35 % студентів повідомили, що відчувають жаль або розчарування після підчеплення. Експерти використовували якісний аналіз, щоб оцінити як тип, так і рівень жалю, який може відчуватися після незавершеного сексу. Багато повідомили про почуття збентеження, емоційні проблеми та загальну відсутність поваги однолітків.
Огляд Гасіа виявив, що стосунки можуть призвести до емоційних і психологічних травм, сексуального насильства, інфекцій, що передаються статевим шляхом, та / або небажаної вагітності. Більшість студентства повідомляє, що вони не турбуються про ризики для здоров'я, пов'язані з підчепленням, особливо якщо їх партнер(ка) був(-ла) членом їх власної спільноти, наприклад, того ж коледжу. Гарсія зазначає, що під час підчеплень може виникнути великий тиск, що може сприяти дискомфорту, занепокоєнню та стресу.
Деякі дослідження показали, що студентство, як чоловіки, так і жінки, дуже шкодують про свої зв'язки. В одному 77 % студентства пошкодували про свої стосунки, а в іншому 78 % жінок і 72 % чоловіків, які займалися вагінальним, анальним і / або оральним сексом, пошкодували про це. Про статевий акт, який відбувся менше ніж через 24 години після зустрічі, і про той, що відбувся лише один раз, швидше за все, можна пошкодувати. Чоловіки частіше шкодували про те, що використали іншу людину, а жінки шкодували про цей досвід, оскільки відчували, що їх використали. У той час як жінки зазвичай відчували себе гірше після підчеплення, ніж чоловіки, 39 % чоловіків висловили надзвичайний жаль, сором і розчарування в собі через свій досвід підчеплення.
Інші дослідження показали, що значна частина студентів коледжу не шкодують про свій досвід підчеплення. Вейд опитав багатьох жінок і чоловіків, які були в захваті від своїх контактів. Дослідження Врангалової та Онга задокументувало, що студенти, які мали стійку особистісну орієнтацію на випадковий секс, повідомили про посилене відчуття благополуччя після випадкового сексу.
Американська психологічна асоціація також стверджує, що підчеплення можуть призвести до почуття провини та інших негативних станів. У дослідженні за участю 169 чоловіків і жінок із сексуальним досвідом, опитаних у барах для самотніх, 32 % чоловіків і 72 % жінок відповіли: «Я почуваюся або відчуваю себе винним(-ою) в сексуальних стосунках із людиною, яку щойно зустрів(-ла)».

### Криза інтимності
Поширені занепокоєння, що якщо суспільство роз'єднає інтимну сексуальну поведінку та емоційний зв'язок, підлітки, які практикують випадковий секс, матимуть проблеми зі встановленням стабільних інтимних стосунків пізніше в житті.
Журналістка Сабріна Вейл стверджує, що «випадкове ставлення підлітків до сексу, особливо орального сексу, відображає їхню заплутаність щодо того, що є нормальною поведінкою», і додає, що вони зіткнулися з кризою інтимної близькості, яка може переслідувати їх у майбутніх стосунках. «Коли підлітки пустують, перш ніж вони готові, або мають дуже невимушене ставлення до сексу, вони йдуть до дорослого життя, не розуміючи інтимних стосунків».
Більше половини стосунків у коледжі починаються з підчеплення. Відносини, які починаються в коледжах як підчеплення або як «дружба з привілеями», приносять нижчий рівень задоволення.

### Занепад культури побачень
Культура підчеплення може призвести до меншої кількості побачень серед молоді. Фрейтас вважає, що уроки культури підчплення «відштовхнули» студентство, яке часто має невеликий досвід знайомств і, як наслідок, мало навичок романтичного партнерства. У студентських містечках культура побачень настільки занепала, що більшість студентства займається випадковим сексом частіше, ніж має перші побачення. У деяких студентських містечках побачення настільки рідкісні, що багато студентів не мають навичок, щоб запросити когось на побачення. Бостонський коледж навіть пропонує курс, як спланувати та провести побачення.

### Вплив на розлучення
Відповідно до рецензованого дослідження 2004 року, опублікованого в Journal of Marriage and Family, встановлено, що жінки, які мають більше одного дошлюбного сексуального зв'язку, мають більшу ймовірність розлучення в довгостроковій перспективі, якщо одружаться, причому цей ефект є «найсильнішим для жінок», які мають кілька дошлюбних спільних союзів». Кан та Лондон (1991) виявили, що дошлюбні сексуальні стосунки та розлучення позитивно корелюють. Відповідно до звіту за 2014 рік, пари, які починали з дошлюбного зв'язку, як правило, мали нижчу якість шлюбу, ніж пари, які не починали зі зв'язку.

## Дослідження
Важко зрозуміти культуру підчеплення, не розуміючи, чому вона існує в суспільстві та чому окремі люди беруть участь у цій культурі.
Більшість досліджень культури підчеплення покладалися на проведення інтерв'ю та опитування сексуально активних людей, особливо тих, хто навчалися у середній школі чи коледжі, але підчеплення не обмежується кампусами  Кожен набір запитань служив різним цілям у загальному аналізі культури підчеплення.
Вчені висловили труднощі з визначенням «підчеплення», оскільки воно має різні значення, засновані на культурних нормах і особистих уподобаннях.
Більшість академічних досліджень культури підчеплення зосереджена на психологічному, біологічному та суспільному впливі на схильність людини до неповноцінного сексу, але деякі вчені досліджували теорії спілкування та їхнє відношення до культури підчеплення.

### Теорія сексуального сценарію
Теорія сексуального сценарію визначає те, як культурні норми впливають на сексуальні звички та поведінку. Дослідники Джон Ганьон і Вільям Саймон спочатку розробили концепцію та запропонували, що ці сценарії слугують «керівниками поведінки», допомагаючи людям визначити, виходячи з навколишніх культурних впливів. У США сценарій включає «поцілунки, потім сексуальні дотики, і в кінцевому підсумку завершується статевим актом (тобто „основами“)». Сексуальні сценарії також допомагають визначити гендерні ролі та пояснюють дії, які роблять як чоловіки, так і жінки під час випадкових секс-зв'язків.
Звичайні сексуальні сценарії з'явилися як підмножина традиційних сексуальних сценаріїв. Традиційний сценарій побачень дотримується формальної моделі та гетеронормативних гендерних ролей. Повсякденний сценарій сприймається як менш формальний і йому бракує ясності.
Схоже, випадкові зв'язки дають шанс відійти від нормативних моделей побачень. Дослідження дружби з привілеями суперечать цьому сприйняттю. Деякі жінки прагнуть перевернути гендерні сценарії та поводитися так, як міг би впливовий чоловік у випадкових контактах. Вони пригнічують свої емоції і, у свою чергу, відчувають брак влади та контролю. Повертаючись до характеристик традиційних сексуальних сценаріїв, жінки можуть ще більше закріпитися в небажаних гендерних ролях.
Опосередковані сексуальні сценарії зображують два різні наративи для чоловіків і жінок. Чоловічий сценарій зображує секс нехитрим, веселим і очікуваним. Жіночий сексуальний сценарій підкреслює необхідність обережності та очікування критики. При перегляді опосередковані сценарії кодуються в особистий сексуальний сценарій і впливають на поведінку. Результати дослідження студентства першого курсу коледжу підтвердили це. Студенти-чоловіки, швидше за все, схвалювали або брали участь у культурі підчеплення, якщо вони переглядали такі сценарії.

### Розуміння ризиків ІПСШ
Дослідження культури стосунків також було застосовано для наукових досліджень інфекцій, що передаються статевим шляхом. Отримання додаткової інформації про поведінку чоловіків і жінок під час випадкових сексуальних зв'язків покращило розуміння того, як заражаються ІПСШ, чи відбувається це через оральний секс чи статевий акт, і як часто чи рідко люди вживають заходів для запобігання ІПСШ. Опитуючи людей, які займаються підчепленням, вчені змогли краще висвітлити уявлення про ризики для здоров'я або їх відсутність. Вчені також застосували свої висновки для вивчення потенційних психологічних наслідків випадкових зв'язків, включаючи почуття депресії або жалю.

### Сфери майбутніх досліджень
Серед напрямків для майбутніх досліджень додаткові дослідження того, як культура випадкових зв'язків впливає на ЛГБТ-людей. Дослідниця Кетлін Богл підкреслює іншу область дослідження, акцентуючи, що нова увага має бути зосереджена на особах, які вирішили не брати участі в підчепленнях, і тому, як на них «впливає панівна культура підчеплень, яка їх оточує». Нарешті, третій шлях для майбутніх досліджень міг би включати аналітичний погляд на людей, які використовують такі програми, як Grindr або Tinder, з надією знайти зв'язки чи налагодити стосунки, а не використовувати їх для більш поширених випадкових зв'язків.

## Критика
Кілька вчених критикували те, як зовнішні впливи сформували або сприяли культурі зв'язків у цілому.
Багато ідей і переконань про зростаючу культуру підчеплення свідчать про те, що незавершені сексуальні стосунки зустрічаються переважно серед підлітків або студентства. Важливо розуміти, що інші вікові та соціальні групи також беруть участь у випадковому сексі. Однією з причин такого розриву є неправильне представлення сексуальної активності серед певних вікових груп у медіа. На телебаченні підлітків найчастіше показують сексуально активними, і рідко можна побачити будь-який вид сексуальної активності для людей від 65 років. Однак подальші дослідження показують, що це протилежно фактичній сексуальній активності, зареєстрованій серед цих вікових груп.
З іншого боку, вчені припускають, що емоційні ризики, пов'язані з випадковими зв'язками, можуть бути пов'язані з відсутністю розмов або обговорень про них. Під час обговорення сексу з підлітками і батьки, і програми сексуальної освіти, як правило, зосереджуються на ризиках для здоров'я, таких як ІПСШ і вагітність, але рідко висвітлюють «емоції, які виникають під час сексуального досвіду». У розмовах рідко надається інформація про мотиви залучення до сексу, окрім репродукції, і рідко визнаються позитивні емоції, пов'язані з таким видом діяльності, як фізичне задоволення. Дисбаланс інформації щодо сексуальної поведінки та діяльності також вплинув на сексуальні сценарії, які спостерігаються в культурі підчеплення сьогодні.